# Мањалардо (Ријети)
Мањалардо је насеље у Италији у округу Ријети, региону Лацио.
Према процени из 2011. у насељу је живело 51 становника. Насеље се налази на надморској висини од 700 м.